# Некрасов, Михаил Вячеславович
Михаи́л Вячесла́вович Некра́сов (17 сентября 1980, Курск, СССР) — российский футболист, полузащитник.

## Карьера
Воспитанник курского футбола. Первым тренером был Николай Черняков. Играть начинал в курском «Авангарде». В 2000 году отправился в чемпионат Латвии, подписав контракт с рижской «Полицией». По ходу сезона клуб испытывал серьёзные финансовые проблемы и по итогам чемпионата занял предпоследнее место. После этого было принято решение об объединении «Полиции» с занявшей последнее место «Даугавой УЛ» под названием ПФК «Даугава». За объединённый клуб Некрасов провёл один сезон, после чего перебрался обратно в Россию — в нижнекамский «Нефтехимик», выступавший в Первом дивизионе. Половину сезона 2003 года провёл в «Содовике» из Стерлитамака, после чего перешёл в курский «Авангард». В 2009 году вместе с командой победил в зоне «Центр» Второго дивизиона. В 2010 году «Авангард» принял старт в Первом дивизионе, в котором надолго не задержался, по итогам Первенства заняв последнее двадцатое место. Михаил сыграл 30 игр, в которых сумел отличиться один раз. Случилось это 3 ноября в домашней встрече с владивостокским «Лучом». Некрасов вышел во втором тайме вместо Игоря Бороздина и уже через четыре минуты отправил мяч в ворота Александра Котлярова. В следующем сезоне в связи с большим приходом новых игроков в команду потерял место в основном составе, и в конце августа руководство приняло решение отправить его в аренду в «Губкин» до конца сезона. Свою первую встречу за клуб из Белгородской области Некрасов провёл 29 августа против липецкого «Металлурга». Он вышел в стартовом составе и на 71-й минуте уступил место на поле Денису Королёву, который буквально через пару минут получил красную карточку. 14 февраля 2012 года подписал контракт с мурманским «Севером».

## Достижения
- Победитель зоны «Центр» Второго дивизиона: 2009